# Logan Richardson
Logan Richardson (* 29. Juli 1980 in Kansas City) ist ein US-amerikanischer Jazzmusiker (Alt- und Sopransaxophon, Komposition).

## Leben und Wirken
Richardson besuchte die Paseo Academy of Fine and Performing Arts; anschließend studierte er an The New School in New York City. Er spielte ab den 2000er-Jahren mit Joe Chambers (mit dem 2005 erste Aufnahmen entstanden); 2006 nahm er mit Mike Pinto (Vibraphon), Mike Moreno (Gitarre), Matthew Brewer (Bass), Nasheet Waits und Thomas Crane (Schlagzeug) sein Debütalbum Cerebral Flow (Fresh Sound Records) auf. In den folgenden Jahren arbeitete er außerdem mit Butch Morris, Greg Osby, Stefon Harris, World Saxophone Quartet, Arthur Blythe, Jason Moran, Gregory Tardy, Ambrose Akinmusire, Roberto Magris, Nicola Conte, Yaron Herman, Walter Smith III, Gerald Clayton und Billy Hart. Des Weiteren war er Mitglied der Formation NEXT Collective, dessen Album Cover Art (2013) Jazz-Versionen von Titeln von D’Angelo, Drake, Jay-Z, Kanye West, Pearl Jam und N.E.R.D. enthielt und auf dem er zu hören ist. An seinem Album Shift (2016) war Pat Metheny als Gastmusiker beteiligt; 2018 folgte die Produktion Blues People. Im Bereich des Jazz war er von 2005 bis 2019 an 31 Aufnahmesessions beteiligt. Als Gastmusiker wirkte er bei Christian Scotts Grammy-nominierter Produktion Ancestral Recall (2019) und bei Nduduzo Makhathinis Album Modes of Communication: Letters from the Underworlds (2020) mit.
Richardson lebt gegenwärtig (2022) nach fünf Jahren in Paris und seit 2017 mehreren Jahren in Rom in Los Angeles.

## Diskographische Hinweise
- Shift (Blue Note, 2016, mit Jason Moran, Pat Metheny, Harish Raghavan, Nasheet Waits)
- Blues People (Brainchildworld Publishing 2018, mit Igor Osypov, Justus West, DeAndre Manning, Ryan Lee)[3]
- Afrofuturism (Whirlwind 2021)